# Чеймберлин
Чеймберлин (англ. Chamberlin) — третий по высоте пик хребта Брукс на Аляске. Расположен в так называемых горах Франклина хребта Брукс, находится в 48 км к западу-северо-западу от горы Исто, самой высокой вершины хребта Брукс. Гора Чеймберлин находится на территории Арктического национального заповедника дикой природы и была названа в честь Томаса Чаудера Чемберлина (1843–1928), геолога вспомогательной экспедиции Пири 1894 года. Ранее гора считалась самой высокой вершиной хребта Брукс, однако в 2014 году с помощью новой измерительной технологии было установило, что гора Чеймберлин является третьей по высоте вершиной хребта.